# Dysschema lucretia
Dysschema lucretia är en fjärilsart som beskrevs av Butler 1876. Dysschema lucretia ingår i släktet Dysschema och familjen björnspinnare. Inga underarter finns listade i Catalogue of Life.